# Ана Ксилалоја
Ана Ксилалоја (грч. Άννα Ξυλαλόη) је била прва супруга цара Манојла I од Трапезунта.

## Презиме
„Ксилалоја“ је израз на грчком језику за дрво агар, смоласто срце дрвета Аквиларије, великих зимзелених биљака које потичу из југоисточне Азије. Педаније Диоскорид га је поменуо као алоју са индијског потконтинента, вероватно због забуне која је резултат сличности у називу ова два производа.

## Царица
Она се укратко помиње у хроници Михаила Панарета. После Манојлове смрти „на његов савет и избор, његов син од царице Ане Ксилалоје, господар Андроник Комнин, наследио је престо и владао три године. И умро је 6774. [1266. године].“ Она је једина од три Манојлове жене којој Панарет даје титулу "Царице".
Претпоставља се да је Ана била прва од три Манојлове жене, удала за њега 1235. године. Њен једини познати син, цар Андроник II Трапезунтски, био је на престолу пре својих полубраће и сестара Ђорђа, цара Трапезунта, Јована II Трапезунтског и Теодоре Трапезунтске. Због тога се сматра да је Андроник био најстарији.
Цар Манојло I је имао најмање две ћерке чија се мајка не помиње. Оне могу бити деца од Ане или друге његове жене. Једна од кћери се удала за Деметријуса II од Грузије, друга се удала за једног његовог Дидебула. Иако се у модерним родословима помиње као име, „Дидебул“ је заправо била титула коју Кристофер Бајерс дефинише као „ненаследни племић високог ранга, старије од азнаура, које обично уживају они који су у државној служби“.
Куршански верује да трапезунтинско посланство које је Манојло послао француском краљу Лују IX 1253. године, тражећи да се ожени ћерком из његове династије, обезбеђује терминус пост квем за смрт Ане Ксилалоје. Када је краљ Луј IX одбио савез, Куршански тврди да се Манојло тада оженио Ирином Сирикеном.